# Leipziger Tanztheater
Das Leipziger Tanztheater (LTT) ist ein 1967 gegründetes Tanztheater in Leipzig. Das LTT produziert abendfüllende Tanztheaterstücke und ist gleichzeitig Ausbildungsstätte für zeitgenössischen Tanz. Es stellt eines der ältesten reinen Tanztheater in Deutschland dar. Mehr als 400 Tänzer, beginnend beim dreijährigen Kind bis hin zum semiprofessionellen Tänzer, werden am LTT von Choreografen und Tanzpädagogen in zeitgenössischem und klassischem Tanz sowie tänzerischer Improvisation unterrichtet. Ab dem sechsten Lebensjahr können sie an den Aufführungen in Leipzig, deutschlandweit und im Ausland mitwirken. In den LTT-Tanzstücken setzen sich Kinder, Jugendliche und Erwachsene mit gesellschaftlichen, politischen und zwischenmenschlichen Themen auseinander.
Im Sommer 2019 bezog das LTT neue Räumlichkeiten in der Halle 7 auf dem Gelände der Leipziger Baumwollspinnerei.

## Companies
Das Leipziger Tanztheater unterhält vier Companies oder Ensembles: die Juniorcompany der Jüngeren, die Juniorcompany der Älteren, die Company und die Seniorcompany. In den zwei Juniorcompanys tanzen rund 360 Sechs- bis 18-Jährige, die im LTT eine fundierte tänzerische Ausbildung erhalten und mit ihren Tanztheaterstücken bereits des Öfteren zu renommierten Festivals im In- und Ausland eingeladen wurden.
Unterteilt nach zwei Altersklassen leitet Brit Böttge – seit 2017 gemeinsam mit Maria Seidel – die Juniorcompany der Jüngeren mit den Sechs- bis 13-Jährigen. Bettina Werner leitete die Juniorcompany der Älteren mit den 14- bis 18-Jährigen. Seit 2024 ist Clara Sjölin die künstlerische Leiterin der Juniorcompany der Älteren.
Die Company präsentiert sich seit der Spielzeit 2018/19 unter der Leitung von Undine Werchau und Eva Thielken, freie Choreografinnen und Tanzpädagoginnen. Jährlich wechselnde Gastchoreografen, darunter Massimo Gerardi, Wagner Moreira und Patricia Carolin Mai bescheren sowohl dem Publikum als auch den Companytänzern vielfältige künstlerische Stile und Tanzerfahrungen.
Im April 2023 wurde die Seniorcompany des LTT unter der Leitung von Ana Claudia Ronzani gegründet. Zu den 11. Leipziger Tanztheaterwochen im September 2024 kam das erste Stück der Seniorcompany zur Aufführung. 
Neben den vier Companys gibt es die Purzelgruppen, in denen Brit Böttge und Maria Seidel drei- bis fünfjährige Kinder behutsam an Tanz und Musik heranführen. Neben der Förderung der motorischen Entwicklung und dem emotionalen Erleben bereitet der kreative Kindertanz die Kleinsten damit auf den Einstieg in die Juniorcompanys ab der ersten Schulklasse vor.
Zum Profil des Leipziger Tanztheaters gehört außerdem der Spezialbereich !mehrTanz, der künstlerisches Schaffen in Leipzig fördert und die kulturelle Vielfalt der Stadt Leipzig verstärkt. Hierzu zählen die Open Class, ein wöchentliches offenes Training der LTT-Tanzpädagogen für Tänzer aller Niveaus, und seit 2020 die Good Morning Class mit wechselnden Dozenten. Zusätzlich wird ein offenes Training für Erwachsene ab 50 Jahren angeboten.

## Gastspiele, Nominierungen und Auszeichnungen
Gastspiele
- 2022: Performance zur Fête des Lumières, Lyon (Frankreich): Nos Utopies (Natacha Paquignon)
- 2019: 16. Delhi International Children’s Festival 2019, Neu-Delhi (Indien): Auszug aus Essenz (Bettina Werner)
- 2018: Children’s Festival, Sibenik (Kroatien): Die Umarmung (Bettina Werner)
- 2013: International Children’s Festival of Performing Arts, Mumbai (Indien): Veronika Part 1b (Bettina Werner)
- 2008: International Children’s Festival of Performing Arts, Neu-Delhi (Indien): Jedem Anfang wohnt ein Zauber inne (Bettina Werner)
- 2007: International Youth Performing Arts Festival, Lahore (Pakistan): Vier Frauen (Juliane Raschel)
- 2006: 9. Weltkindertheaterfest, Lingen: Das Spiel (Brit Böttge)
- 2006: Amateurtheaterfestival „Central European Committee“, Maastricht (Niederlande): Der Sturm (Bettina Werner)

Nominierungen
- 2018: Berliner Festspiele: Die Umarmung (Bettina Werner)
- 2012: Deutscher Amateurtheaterpreis „amarena“: Pertanzform (Alessio Trevisani)

Auszeichnungen
- 2016: Deutscher Amateurtheaterpreis „amarena“: Ich bin. Aber ich habe mich noch nicht. (Bettina Werner)
- 2012: 2. Platz beim Sächsischen Landeswettbewerb „Jugend tanzt“: Alptraum, Auszug aus Tquatiequassel (Brit Böttge)
- 2010: Deutscher Amateurtheaterpreis „amarena“: Verschränkungen (Bettina Werner)
- 2005: bundesweiter Wettbewerb „Jugend tanzt“, Paderborn: Mauerblümchen, Auszug aus Das Karussell (Brit Böttge)

## Letzte Produktionen
Juniorcompany der Jüngeren
- 2023: Mx. Worry (Brit Böttge), KOMM|FORT|ZONE (Maria Seidel)
- 2022: ohne.viel.mehr. (Brit Böttge), Sinnesreise (Maria Seidel)
- 2021: REISE.ohne.viel.SINN.mehr (Britt Böttge & Maria Seidel)
- 2018: Gewandel (Brit Böttge), Labyrinth (Maria Seidel)
- 2016: Sind wir denn von allen guten Geistern verlassen? (Brit Böttge)
- 2014: Das Karussell (Brit Böttge), Neuauflage
- 2012: Tquatiequassel (Brit Böttge)
- 2010: Solitär (Brit Böttge)
- 2008: Die Flickenkaiserin (Brit Böttge)
- 2006: Das Spiel (Brit Böttge)
- 2004: Das Karussell (Brit Böttge)
- 2003: Tagein Tagaus (Brit Böttge)
- 2002: Von ABC ... bis XYZ (Brit Böttge)
- 2001: So oder so (Brit Böttge)
- 2000: Haltlos (Brit Böttge)
- 1999: Alle Füße können tanzen (Brit Böttge)

Juniorcompany der Älteren
- 2024: Plaza (Clara Sjiölin)

- 2022: Wellenlänge (Marie Haußdörfer)
- 2019: Essenz (Bettina Werner)
- 2017: Die Umarmung (Bettina Werner)
- 2015: Ich bin. Aber ich habe mich noch nicht. (Bettina Werner)
- 2013: Das Karussell (Brit Böttge, Bettina Werner)
- 2013: Der Sturm (Bettina Werner)
- 2012: Veronika Part 1b (Bettina Werner)
- 2011: Die wilden Schwäne (Regie: Paula Fünfeck, Choreografie: Bettina Werner)
- 2009: Verschränkungen (Bettina Werner)
- 2007: Jedem Anfang wohnt ein Zauber inne (Bettina Werner)
- 2005: Der Sturm (Bettina Werner)
- 2003: Veronika oder wie wertvoll unsere Träume sind (Bettina Werner)
- 2002: Einblicke (Bettina Werner)
- 2001: Schneeweißchen und Rosenrot (Bettina Werner), Zur falschen Zeit am falschen Ort (Bettina Werner)
- 2000: Metamorphose (Bettina Werner)

Company
- 2024: Lust (Vasiliki Bara)
- 2022: OR (Patricia Carolin Mai)
- 2020: RAUMSCHLACHTEN (Undine Werchau, Eva Thielken)
- 2019: .C.L.A.R.A.‘S. (Wagner Moreira)
- 2018: BREAK//DANCE (Massimo Gerardi)
- 2017: Synapsis (Alessio Trevisani)
- 2016: 1916 (Alessio Trevisani)
- 2015: meta morphosis (Alessio Trevisani)
- 2014: Der Mann im Fahrstuhl (Alessio Trevisani)
- 2013: Kalte Jahreszeit (Alessio Trevisani)
- 2011: Pertanzform (Alessio Trevisani)
- 2010: Company & Friends – ChArts 10/2 (Jana Ressel, Marlen Schumann), Company & Friends – ChArts 10 (Marlen Schumann, Irina Pauls, Martina La Bonté)
- 2009: Pflegestufe IV (Irina Pauls), Company & Friends (Martina La Bonté, Irina Pauls, Janek Wiatrowski)
- 2008: Kafkas Verwandlung (Irina Pauls)
- 2008: Escalators (Irina Pauls)
- 2007: Rainbow Waterdrops (Norman Douglas)
- 2007: Shanghai 49 (Bettina Holzhausen)
- 2006: failed (Canan Erek)
- 2005: LTT 24 (Canan Erek)

Seniocompany
- 2024: Reconnect (Ana Claudia Ronzani)

!mehrTANZ
- 2016: Scratching (Johannes Setzer, Claire Wolff, Fabian Herbolzheimer)
- 2014: Stop Making Sense (Alessio Trevisani, Gäste)
- 2013: Company & Friends – Nichts (Linda Weißig)
- 2012: Tanzt die Männerschwimmhalle (Irina Pauls), Stomping La Luna (Irina Pauls)
- 2011: Früher war es anders, heute ist es so... (Ilka Demmler, Julien Feuillet), Wassereinbruch 1 (Irina Pauls)
- 2010: Signal to Noise (Irina Pauls)

## Geschichte
Das LTT wurde 1967 als Theater der Poesie gegründet. Am Anfang stand die Idee Jürgen Goewes, Tanz, künstlerisches Wort, Musik und Gesang in niveauvollen Amateurprogrammen in einem „Theater der Poesie“ zu vereinigen. Im November 1967 trafen sich 16 junge Tänzerinnen und Tänzer zum ersten Training und im gleichen Jahr fand sich mit der Deutschen Post der DDR ein Trägerbetrieb für das Projekt. Kurze Zeit später entwickelte sich das Ensemble unter dem Namen „Tanzstudio der Deutschen Post“ zu einer der führenden Amateurtanzgruppen der DDR. Es wurde mit dem Kunstpreis der Stadt Leipzig, der Preis des Ministers für Kultur und weiteren Preise für Choreografie und Solisten ausgezeichnet.
1981 wurde der Schwerpunkt des Ensembles verstärkt auf das Tanztheater gelegt. Mit der Neuausrichtung des Ensembles durch die verstärkte Auseinandersetzung mit inhaltlichen Aspekten und dem damit verbundenen Versuch dem Tanz eine neue Ebene hinzuzufügen, änderte sich der Name in „Tanztheater“. In der Folgezeit trat das LTT bei Tanzfestivals im In- und Ausland auf, so in den Staaten der ehemaligen Sowjetunion und der Tschechoslowakei sowie in Polen, Ungarn, Bulgarien und Rumänien.
Im Frühjahr 1990 wurde es erstmals möglich, auch im westlichen Teil Deutschlands aufzutreten. So nahm die Gruppe an einem Tanzprojekt in Duisburg unter der Leitung des britischen Choreografen Royston Maldoon teil. 1991 reisten die Tänzer zum internationalen Youth Festival nach Aberdeen, Schottland. Eine weitere Gastspielreise führte die Gruppe im gleichen Jahr anlässlich des German-American Day in die USA.
Nicht ganz einfach gestaltete sich für das Theater die Zeit der Wiedervereinigung. Zunächst schien es, als ob das Tanztheater, das seit 1991 als eingetragener Verein geführt wurde, den politischen Umbruch in der DDR problemlos überstanden hätte. Aber nicht nur der Verlust des Hauptsponsors und damit der Probenräume, sondern vor allem der Weggang des künstlerischen Leiters Jürgen Goewe erschwerte die Arbeit des Ensembles erheblich. Unter der Führung der neuen künstlerischen Leiterin Karen Schönemann und mit Unterstützung von Gastchoreografen wie Norman Douglas (London) und Ingrid Einfeldt wurden neue Tänze und Programme einstudiert und das Theater wieder belebt.
Im Jahr 1997 übernahm die Choreografin und Tanzpädagogin Brit Böttge die künstlerische Leitung für den neu gegründeten Kinder- und Jugendbereich im LTT. Unterstützung erhielt sie kurze Zeit später durch die Palucca-Schülerin und Choreografin Bettina Werner.
Im Jahr 2000 übernahm der Kaufmann und Choreograf Lutz Werner den Vereinsvorsitz. Seit dieser Zeit wurde das gesamte LTT neu strukturiert. Mit den Choreografinnen Brit Böttge, Bettina Werner, Jonna Huttunen, Canan Erek, Irina Pauls und Alessio Trevisani knüpfte das Leipziger Tanztheater an alte Erfolge an. Die drei wesentlichen Säulen des LTT – die Juniorcompany der Jüngeren, die Juniorcompany der Älteren und die Company wurden neu aufgebaut und werden seither kontinuierlich weiter entwickelt.
Im Oktober 2007 feierte das Leipziger Tanztheater sein 40-jähriges Bestehen mit dem Festival „Fahrgastraum“ in Leipzig. Gäste aus dem In- und Ausland sowie die Companies des LTT präsentierten mit zahlreichen Inszenierungen, darunter acht Uraufführungen, sowie weiteren Produktionen die Vielfalt von zeitgenössischem Tanz und Tanztheater. Fachvorträge zu den Strukturen und der Zukunft des Tanztheaters sowie eine multimediale Ausstellung zur Geschichte des LTT rundeten das Festival ab.
Von Oktober 2010 bis Juni 2018 leitete der Tänzer, Choreograf und Tanzpädagoge Alessio Trevisani die LTT-Company. Der gebürtige Italiener etablierte die Open Class am Leipziger Tanztheater, wodurch die Company kontinuierlich an neuen Mitgliedern gewinnen konnte.
2013 übernahm Gundolf Nandico die Geschäftsführung des Leipziger Tanztheaters. Im selben Jahr richtete das LTT erstmals das Festival Leipziger Tanztheaterwochen (LTTW) aus.
2013 verbreiterte das LTT sein tänzerisches Angebot, um der gestiegenen Nachfrage in Leipzig gerecht zu werden. Das Trainee Dance Program, eine achtmonatige intensive Ausbildung, gibt jungen Erwachsenen nebenberuflich die Möglichkeit, sich im Bereich Tanz und Körperarbeit weiterzubilden. Das Programm findet mit der Bühnenreihe Spielwiese im Werk 2 jedes Jahr seinen Abschluss. Hier kommen neben dem gemeinsamen Abschlussstück der Choreografen auch Kurzstücke aller Tänzer sowie der Trainees zur Aufführung.
Gleichzeitig unterstützt der Verein verstärkt Tänzer, Choreografen und Tanzpädagogen, um künstlerischen Austausch in Leipzig anzuregen.
Zu Beginn der Spielzeit 2018/19 übernahmen Undine Werchau und Eva Thielken die Leitung der Company sowie des Trainee Dance Programs.
Nach vielen Jahren im Tanzhaus Lößnig bezog das LTT im Frühjahr 2019 ein neues Domizil: die Halle 7 auf dem Gelände der Leipziger Baumwollspinnerei. Gemeinsam mit dem LOFFT und dem Theater der Jungen Welt belebt es die zweite und dritte Etage der Halle 7 mit darstellender Kunst.